# Tân Định (Tân Uyên)
Tân Định is een xã in huyện Tân Uyên, een district in de Vietnamese provincie Bình Dương.
Tân Định ligt op de zuidelijke oever van de Sông Bé. De Mã Đà stroomt in Tân Định in de Sông Bé.